# アポート
アポート（apport）は超能力の一種で、別の場所にある物体を取り寄せたり、物体をどこからともなく登場させることである。取り寄せ、引き寄せなどと訳されることもある。アポーツとも呼ばれる。
アポートに対しアスポート（asport）は、物体を別の場所に送ったり、どこへともなく消し去ることである。こちらはアスポーツとも呼ばれる。